# Cantó de Plouha
El cantó de Plouha (bretó Kanton Plouha) és una divisió administrativa francesa situat al departament de Costes del Nord a la regió de Bretanya.

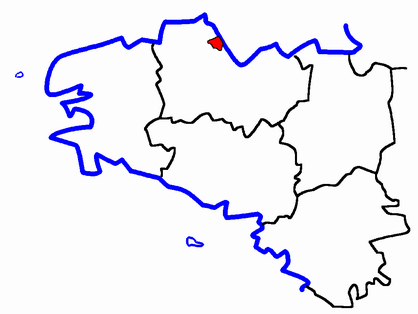
Situació del cantó

## Composició
El cantó aplega 5 comunes :
| Nom bretó | Nom francès | Nom gal·ló |
| Lanleñv   | Lanleff     | ---        |
| Sant-Loup | Lanloup     | ---        |
| Plehedel  | Pléhédel    | ---        |
| Plouha    | Plouha      | Plóha      |
| Plual     | Pludual     | ---        |

## Història
| Data d'elecció                           | Identitat       | Partit | Qualitat |
| ---------------------------------------- | --------------- | ------ | -------- |
| 2001-                                    | Philippe Delsol | PS     |          |
| les dades anteriors no són pas conegudes |                 |        |          |
|                                          |                 |        |          |